# Ilie Plătică-Vidovici
Ilie Platică-Vidovici (n. 24 martie 1951, Isaccea, România – d. 10 decembrie 2019) a fost un senator român în legislatura 1990-1992 ales în județul Galați pe listele partidului FSN. În legislaturile 1992-1996 și 1996-2000, Ilie Platică-Vidovici a fost  ales în județul Galați pe listele partidului PDSR și în legislatura 2000-2004 pe listele partidului PSD. În cadrul activitǎții sale parlamentare în legislatura 1990-1992, Ilie Platică-Vidovici a fost membru în grupurile parlamentare de prietenie cu Republica Elenă, Republica Libaneză și Republica Coreea. În legislatura 1996-2000, Ilie Platică-Vidovici a fost membru în grupurile parlamentare de prietenie cu Republica Federativă a Braziliei și Statul Plurinațional Bolivia iar în legislatura 2004-2004 a fost membru în grupurile parlamentare de prietenie cu Republica Belarus, Republica Federativă a Braziliei și Regatul Hașemit al Iordaniei. În legislaturile din perioada 1992-2004, Ilie Platică-Vidovici a fost membru în comisia pentru apărare, ordine publică și siguranța națională.
În decembrie 1989, Ilie Plătică-Vidovici era maior în armata română și a format la Galați un nou Comitet Revoluționar al cărui președinte s-a autonumit.